# Formica oreas
Formica oreas é uma espécie de formiga do gênero Formica, pertencente à subfamília Formicinae.